# St. Valentine’s Day Massacre: In Your House
St. Valentine’s Day Massacre: In Your House — двадцать седьмое в истории рестлинг-шоу In Your House, организованное World Wrestling Federation (WWF, ныне WWE). Оно состоялось 14 февраля 1999 года в Мемфисе, Теннесси на арене «Пирамида».
Название шоу отсылает к бойне в День святого Валентина в 1929 году, когда в ходе войны между бандами Аль Капоне и Багса Морана были убиты семь человек. На этом шоу в WWF дебютировал Пол Уайт, ранее известный как Гигант в World Championship Wrestling, который позже получит имя Биг Шоу. Это было последнее шоу In Your House до июня 2020 года, в то время WWF перешла к использованию постоянных названий для своих ежемесячных PPV, и это началось с Backlash в апреле 1999 года.
На шоу было запланировано восемь матчей по рестлингу. Первым главным событием стал бой за звание чемпиона WWF. Поскольку Скала и Мэнкайнд уже много раз дрались с неоднозначным исходом, было решено, что матч будет проходить в формате «Последний живой» — матч, в котором рестлер проигрывает, если не сможет встать до того, как судья досчитает до десяти. Вторым главным событием был матч в стальной клетке между Стивом Остином и владельцем компании Винсом Макмэном, чтобы решить, станет ли Остин хедлайнером WrestleMania XV в следующем месяце.

## Результаты
| № | Результаты                                                                                            | Условия                                                                                 | Время |
| --- | --- | --------------------------------------------------------------------------------------- | ----- |
| 1D | «Слишком много» (Брайан Кристофер и Скотт Тейлор) победили «Братьев Харди» (Джефф Харди и Мэтт Харди) | Командный матч                                                                          | —     |
| 2H | Висцера (с Мидеоном) победил Теста (с Биг Босс Мэном) по дисквалификации                              | Одиночный матч                                                                          | 2:20  |
| 3H | Билли Ганн (с Трипл Эйчем и Икс-паком) против Тигра Али Сингха закончился без результата              | Одиночный матч                                                                          | 0:40  |
| 4 | Голдаст победил Блюдаста                                                                              | Одиночный матч                                                                          | 3:04  |
| 5 | Боб Холли победил Эла Сноу                                                                            | Хардкорный матч за хардкорное чемпионство WWF                                           | 9:58  |
| 6 | Биг Босс Мэн победил Мидеона                                                                          | Одиночный матч                                                                          | 6:19  |
| 7 | Джефф Джарретт и Оуэн Харт (c) (с Деброй) победили Ди'Ло Брауна и Марка Генри (с Айвори)              | Командный матч за командное чемпионство WWF                                             | 9:34  |
| 8 | Вэл Венис (с Райан Шемрок) победил Кена Шемрока (с)                                                   | Одиночный матч за интерконтинентальное чемпионство WWF, Билли Ганн — специальный рефери | 15:53 |
| 9 | «Корпорация» (Чайна и Кейн) победили D-Generation X (Трипл Эйч и Икс-Пак)                             | Командный матч                                                                          | 14:46 |
| 10 | Мэнкайнд (с) против Скалы закончился вничью                                                           | Матч «Последний живой» за чемпионство WWF                                               | 22:00 |
| 11 | Стив Остин победил Мистера Макмэна                                                                    | Матч в стальной клетке за претенденство № 1 на чемпионство WWF на WrestleMania XV       | 7:55  |
| - (ч) – чемпион на начало матча - D – означает тёмный матч - H – указывает, что матч транслировался перед шоу на Sunday Night Heat | |                                                                                         |       |